# Haucourt (Oise)
Haucourt é uma comuna francesa na região administrativa de Altos da França, no departamento de Oise. Estende-se por uma área de 3,88 km². Em 2010 a comuna tinha 144 habitantes (densidade: 37,1 hab./km²).